# Stella Roman
Stella Roman, nome d'arte di Stela Blasu (Kolozsvàr, 23 agosto 1904 – New York, 12 febbraio 1992), è stata un soprano rumeno.

## Biografia
Nata sotto la dominazione austro-ungarica nell'attuale Cluj-Napoca, in una famiglia dedita alla musica, dopo alcuni anni di studio nella sua città si perfezionò in Italia con Giuseppina Baldassarre-Tedeschi e Hariclea Darclée.
Debuttò nel 1932 a Piacenza, iniziando una brillante carriera che la vide a Bologna (Andrea Chenier), al Teatro dell'Opera di Roma, dove esordì come Aida (scritturata da  Tullio Serafin), e al Teatro San Carlo di Napoli, dove cantò con Giacomo Lauri-Volpi.
Sviluppò in quel periodo un'amicizia personale con Richard Strauss, che le affidò il ruolo dell'imperatrice per la prima scaligera de La donna senz'ombra nel 1940. Otto anni più tardi studiò direttamente con Strauss la parte della Marescialla ne Il cavaliere della rosa e in Vier letzte Lieder.
Nel 1941 debuttò, ancora in Aida, al Metropolitan Opera, che la vide presente per tutto il decennio successivo in ruoli drammatici del repertorio italiano: Il trovatore, Un ballo in maschera, La forza del destino, Otello, Cavalleria rusticana, La Gioconda, Tosca. Lasciò il Met nel 1951 appena dopo l'arrivo del sovrintendente Rudolf Bing.
Terminò la carriera nel 1953 al San Carlo di Napoli con Il cavaliere della rosa. Si dedicò in seguito alla pittura.

## Repertorio
| Ruolo                   | Titolo                  | Autore     |
| ----------------------- | ----------------------- | ---------- |
| Gloria                  | Gloria                  | Cilea      |
| Maddalena di Coigny     | Andrea Chénier          | Giordano   |
| Santuzza                | Cavalleria rusticana    | Mascagni   |
| Donna Anna              | Don Giovanni            | Mozart     |
| Mariola                 | Lo straniero            | Pizzetti   |
| Gioconda                | La Gioconda             | Ponchielli |
| Mimì                    | La bohème               | Puccini    |
| Floria Tosca            | Tosca                   | Puccini    |
| Cio-Cio-San             | Madama Butterfly        | Puccini    |
| Genovieffa              | Madonna Oretta          | Riccitelli |
| La Marescialla          | Il cavaliere della rosa | Strauss    |
| L'Imperatrice           | La donna senz'ombra     | Strauss    |
| Maria                   | Il giorno della pace    | Strauss    |
| Leonora                 | Il trovatore            | Verdi      |
| Amelia Grimaldi         | Simon Boccanegra        | Verdi      |
| Amelia                  | Un ballo in maschera    | Verdi      |
| Donna Leonora di Vargas | La forza del destino    | Verdi      |
| Aida                    | Aida                    | Verdi      |
| Desdemona               | Otello                  | Verdi      |
| Elisabeth               | Tannhäuser              | Wagner     |

## Discografia
- Aida, con Giovanni Martinelli, Bruna Castagna, Leonard Warren, Ezio Pinza, dir. Ettore Panizza - dal vivo Met 1941 ed. Cantus Classics
- Un ballo in maschera, con Giovanni Martinelli, Richard Bonelli, Bruna Castagna, dir. Ettore Panizza - dal vivo Met 1942 ed. Eklipse
- La forza del destino, con Frederick Jagel, Lawrence Tibbett, Ezio Pinza, dir. Bruno Walter - dal vivo Met 1943 ed. Naxos/Arkadia
- La Gioconda, con Frederick Jagel, Leonard Warren, Bruna Castagna, Nicola Moscona - dal vivo Met 1945 ed. Lyric Distribution
- Tosca, con Ferruccio Tagliavini, Alexander Sved, dir. Walter Herbert - dal vivo Città del Messico 1946 ed. EJS
- Otello, con Torsten Ralf, Leonard Warren, dir. George Szell - dal vivo Met 1946 ed. Archipel/Walhall
- Aida, con Set Svanhom, Blanche Thebom, Leonard Warren, Nicola Moscona, dir. Cesare Sodero - dal vivo Met 1946 ed. Bensar
- Il trovatore, con Jussi Björling, Leonard Warren, Margaret Harshaw, Giacomo Vaghi, dir. Emil Cooper - dal vivo Met 1947 ed. Myto/WHR
- Tosca, con Ferruccio Tagliavini, Alexander Sved, dir. Giuseppe Antonicelli - dal vivo Met 1950 ed. Lyric Distribution
- Aida, con Gino Sarri, Sylvia Sawyer, Antonio Manca Serra, dir. Alberto Paoletti - 1950 Capitol/Gala
- Il trovatore, con Gino Sarri, Sylvia Sawyer, Antonio Manca Serra, dir. Luigi Ricci - 1950 Capitol